# Intwood
Intwood – wieś w Anglii, w hrabstwie Norfolk, w dystrykcie South Norfolk. Leży 6 km na południowy zachód od Norwich i 153 km na północny wschód od Londynu.